# CA Independiente

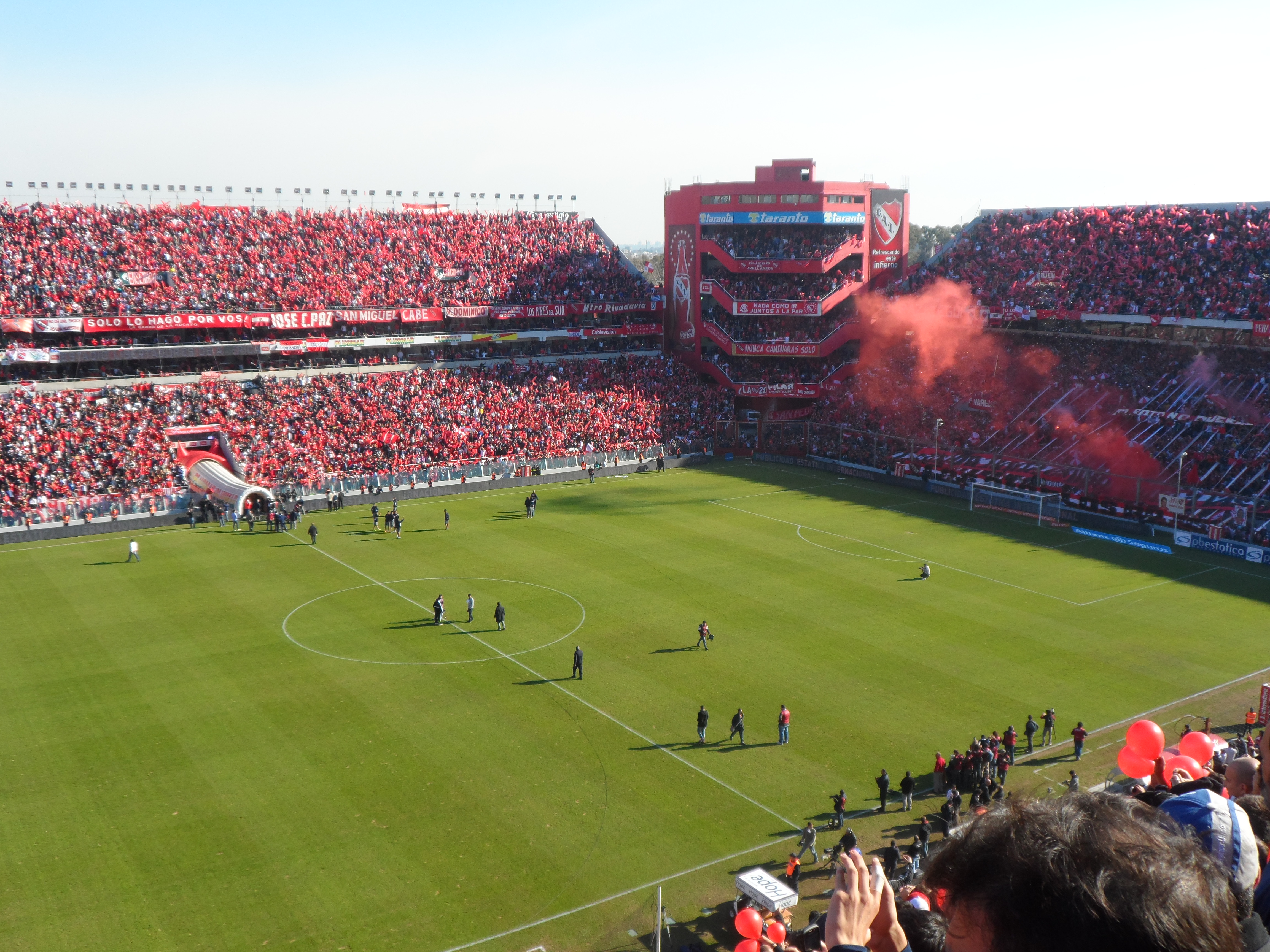

A Club Atlético Independiente sportegyesületet 1905-ben alapították Avellanedában. Az egyesület – a labdarúgás mellett – kosárlabda, sakk, gyeplabda, gördeszka, tenisz, röplabda, harcművészeti, úszó- és vízilabda szakosztállyal is rendelkezik.
Ezek közül a labdarúgás a legeredményesebb, a csapatot Argentína 5 legerősebb egyesülete között tartják számon.

## Sikerek
Liga Profesional
- Bajnok (16): 1922 AAm, 1926 AAm, 1938, 1939, 1948, 1960, 1963, 1967 Nacional, 1970 Metropolitano, 1971 Metropolitano, 1977 Nacional, 1978 Nacional, 1983 Metropolitano, 1988–89, 1994 Clausura, 2002 Apertura

Copa de Competencia Jockey Club
- Győztes (1): 1917
- Döntős (1): 1916

Copa de Competencia La Nación
- Győztes (1): 1914

Copa de Honor Municipalidad de Buenos Aires
- Győztes (1): 1918
- Döntős (1): 1916

Copa Bullrich
- Győztes (2): 1909, 1917

Copa de Competencia (AAmF)
- Győztes (3): 1924, 1925, 1926

Copa Ibarguren
- Győztes (2): 1938, 1939

Copa Adrián C. Escobar
- Győztes (1): 1939

Tie-kupa
- Döntős (1): 1917

Copa de Honor Cousenier
- Döntős (1): 1918

Copa Aldao
- Győztes (2): 1938, 1939

Interkontinentális kupa
- Győztes (2): 1973, 1984

Copa Libertadores
- Győztes (7): 1964, 1965, 1972, 1973, 1974, 1975, 1984

Copa Interamericana
- Győztes (3): 1972, 1974, 1975

Supercopa Sudamericana
- Győztes (2): 1994, 1995

Copa Sudamericana
- Győztes (2): 2010, 2017

Recopa Sudamericana
- Győztes (1): 1995